# Douzy
Douzy är en kommun i departementet Ardennes i regionen Grand Est (tidigare regionen Champagne-Ardenne) i nordöstra Frankrike. Kommunen ligger  i kantonen Mouzon som ligger i arrondissementet Sedan. År 2018 hade Douzy 1 910 invånare.

## Befolkningsutveckling
Antalet invånare i kommunen Douzy
Referens: INSEE